# Gloeocystidiellum bisporum
Gloeocystidiellum bisporum är en svampart som beskrevs av Boidin, Lanq. & Gilles 1997. Gloeocystidiellum bisporum ingår i släktet Gloeocystidiellum och familjen Stereaceae.   Inga underarter finns listade i Catalogue of Life.